# شهراسب (شاهنامه)
شهراسب که آن را شهرَسب یا شهرسپ نیز نوشته‌اند از شخصیت‌های اساطیری شاهنامه می‌باشد که امین و راهنمای طهمورث بوده است. 

## در شاهنامه
در شاهنامه، در بخش طهمورث، این‌چنین از شهرسپ یاد شده است:
| مر او را یکی پاک دستور بود  |  | که رایش ز کردار بد دور بود   |
| خنیده به هر جای شهرسپ نام   |  | نزد جز به نیکی به هر جای گام |
| همه روزه بسته ز خوردن دو لب |  | به پیش جهاندار برپای شب      |
| چنان بر دل هر کسی بود دوست  |  | نماز شب و روزه آیین اوست     |
| سر مایه بد اختر شاه را      |  | در بسته بد جان بدخواه را     |
| همه راه نیکی نمودی به شاه   |  | همه راستی خواستی پایگاه      |
| چنان شاه پالوده گشت از بدی  |  | که تابید ازو فرهٔ ایزدی       |

## حضور در فیلم‌ها

### افسانه‌ی ماردوش
در مجموعه پویانمایی سه قسمتی افسانه‌ی ماردوش، شهرسب یکی از موبدان و کاتوزیان است که در البرزکوه مشغول عبادت و کسب علم هستند.
او در بخش اول این مجموعه، جمشید را راهنمایی می‌کند تا برای غلبه بر اهریمن جام جهان‌بین را به‌دست آورد، تا گویی چشم اهریمن را کور کرده باشد.
هم‌چنین در بخش سوم، فرانک که فریدون را برای ادامه‌ی زندگی مخفیانه‌اش به البرز می‌برد، او را به شهرسب و دیگر ساکنان معبد کاتوزیان می‌سپارد، تا بدون فاش کردن هویت فریدون، از او مراقبت کنند و او را آموزش دهند.

### آخرین داستان
در انیمیشن بلند سینمایی آخرین داستان، شخصیت شهراسب به عنوان پیر دیر البرز و استاد معنوی آفریدون معرفی می‌شود که فرخ نعمتی صداپیشگی او را بر عهده دارد.